# La Chapelle-Saint-Laurent
La Chapelle-Saint-Laurent là một xã trong tỉnh Deux-Sèvres trong vùng Nouvelle-Aquitaine ở phía tây nước Pháp. Xã này nằm ở khu vực có độ cao trung bình 182 mét trên mực nước biển.